# Alain Rodet
Pour les articles homonymes, voir Rodet.
Alain Rodet, né le 4 juin 1944 à Dieulefit (Drôme), est un homme politique français.
Il est député de la quatrième puis première circonscription de la Haute-Vienne de 1981 à 2017. Membre du Parti socialiste depuis 1971, il est maire de Limoges de 1990 jusqu'à sa défaite en 2014, et président de la communauté urbaine Limoges Métropole de 2002 à 2014. Il est une figure majeure de la vie politique en Haute-Vienne des années 1980 aux années 2010.

## Biographie

### Jeunesse et formation
Alain Rodet est né à Dieulefit, dans la Drôme, dans une famille protestante. Il possède toujours une maison dans sa commune natale. Durant son enfance dans la Drôme, il est marqué par le souvenir récent du maquis du Vercors, qu'il découvre par l'école, les randonnées en famille et les camps des Éclaireurs unionistes. Son père a été résistant aux côtés de Pierre Raynaud. Le lieu de refuge que constitue sa commune natale pendant la Seconde Guerre mondiale le marque également.
Après des études secondaires au lycée de Montélimar, il suit ses études supérieures à l'Institut d'études politiques de Grenoble, où il côtoie notamment Catherine Aubrac, fille de Lucie et Raymond Aubrac. Il poursuit son cursus à l'Institut d'études politiques de Paris, où il est militant à l'Union nationale des étudiants de France puis à la Convention des institutions républicaines de François Mitterrand.

### Débuts professionnels
Arrivé à Limoges à la fin des années 1960, il enseigne l'économie à l'institut universitaire de technologie de la toute nouvelle université de Limoges. Dans le même temps, il travaille dans plusieurs organismes liés à la Délégation interministérielle à l'aménagement du territoire et à l'attractivité régionale, et réalise pour divers journaux des reportages économiques à l'étranger.

### Débuts en politique
Son engagement politique débute durant ses études à Grenoble, en 1967, lors des élections législatives de mars, lors desquelles il soutient la candidature de Pierre Mendès France, qui se présente dans la deuxième circonscription de l'Isère, et participe à sa campagne.
Admirateur de Mendès France et de François Mitterrand, il adhère au PS après le congrès d'Épinay de 1971.
Alain Rodet est élu au conseil municipal de Limoges pour la première fois en 1971. Dès 1974, il est chef de cabinet d'André Chandernagor, président du premier Conseil régional du Limousin, recruté à ce poste sur recommandation de Robert Savy, et devient adjoint au maire de Limoges Louis Longequeue en 1977, un an après son élection au conseil général de la Haute-Vienne, représentant du canton de Limoges-Cité.
Bien que Gérard Vincent, maire de Linards, soit initialement désigné candidat socialiste par les militants du parti pour les élections législatives de 1978, c'est finalement Alain Rodet qui se présente, sur décision des instances nationales,. Il se présente donc pour la première fois, avec Claude Andrieu, maire de Saint-Léonard-de-Noblat, comme candidat suppléant. Il est battu par la députée sortante communiste Ellen Constans.
Élu pour la première fois député de la Haute-Vienne en 1981, succédant à Ellen Constans, il est ensuite réélu à chaque élection jusqu'à celle de 2012 incluse, étant d'ailleurs le seul député socialiste après la vague bleue successive aux élections législatives de 1993.

### Maire de Limoges

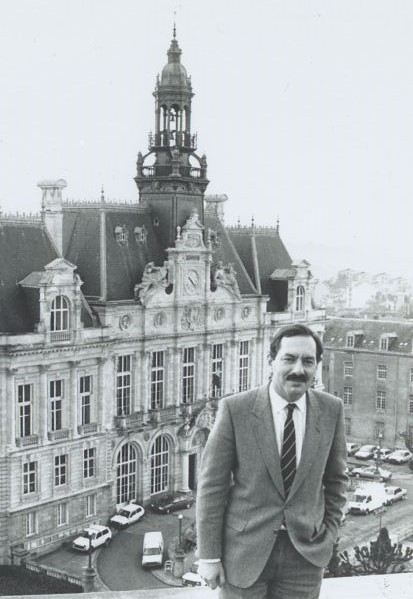
Alain Rodet devant la mairie de Limoges en 1991.

Il accède au poste de premier adjoint en 1989. À la mort de Louis Longequeue, en août 1990, un affrontement entre Alain Rodet et Robert Savy, ancien premier adjoint, chef de l'opposition et président du conseil régional, se fait jour.
Alain Rodet sort victorieux de cette confrontation ; il est ainsi élu maire par le conseil municipal, et Claude Lanfranca devient premier adjoint.
Il est réélu en 1995 et en 2001, à chaque fois au premier tour, arrivant devant les listes de droite respectivement conduites par Alain Marsaud et Béatrice Martineau.
Il annonce en septembre 2007 sa nouvelle candidature aux élections municipales de 2008 à la mairie de Limoges. Il conduit une liste d'union de la gauche (PS - ADS - MRC - PCF - PRG - Limoges Écologie) nommée Notre ville, c'est notre vie. Il est réélu maire de Limoges dès le 1er tour le 9 mars 2008 avec 56,45 % des suffrages exprimés. Monique Boulestin succède à cette date à Claude Lanfranca au poste de première adjointe.
Interrogé à ce sujet par Le Populaire du Centre, le 16 janvier 2012, il laisse entendre qu'il envisage de se représenter, pour la quatrième fois consécutive, aux élections municipales de 2014. En juin 2012, il est candidat à sa propre succession, pour les élections législatives dans la 1re circonscription de la Haute-Vienne, et est à cette occasion largement réélu au second tour, réunissant 69 % des suffrages face à la candidate de l'UMP.
En 2012, il est l'objet d'une rumeur, qui touche plusieurs autres maires, qui prétend qu'il accueillerait des populations immigrées en l'échange d'argent nécessaire à la construction du centre aquatique de l'agglomération.

### Défaites de 2014
À nouveau candidat à la mairie en 2014, il est contraint pour la première fois à un second tour, et à la surprise générale est battu dans une triangulaire par le candidat d'union UMP et UDI Émile Roger Lombertie, inconnu du grand public et novice en politique, avec 43,82 % contre 45,07 % pour le vainqueur. Cette victoire de la droite marque la fin de 102 années de gouvernance de gauche, exception faite de la parenthèse vichyste, un record pour une ville de plus de 100 000 habitants. Il renonce à se porter candidat à un nouveau mandat de président de la Communauté urbaine Limoges Métropole, et c'est le socialiste Gérard Vandenbroucke qui lui succède.
Rétrospectivement, il attribue son échec à « l'usure » et à la rumeur de 2012.

### Élections législatives de 2017
Interrogé sur son avenir politique en tant que député en octobre 2016, il déclare alors avoir pris sa décision « à 90 % ». Le 18 novembre 2016, Alain Rodet annonce qu'il ne briguera pas de nouveau mandat de député à l'occasion des élections législatives de 2017. Tout en rappelant être « de la génération de Trump et de Juppé » et assurant qu'« une nouvelle campagne ne [lui] aurait pas pesé », il déclare souhaiter un « changement de génération ».

### Retrait de la vie politique
Alain Rodet quitte la vie politique active à l'issue de la mandature municipale 2014-2020, qu'il a passée dans l'opposition. Il demeure toutefois adhérent du Parti socialiste, et consacre son temps à l'écriture d'ouvrages,.

## Mandats
Maire de Limoges durant 24 ans avant d'être battu aux élections municipales de 2014 et député de la Haute-Vienne jusqu'en 2017, Alain Rodet a également été président de la Communauté urbaine Limoges Métropole.
Le 6 octobre 2009, le quotidien Le Monde et le site internet Le Post publient un classement des députés français selon leur tendance au cumul des mandats. L'élaboration de ce classement a été réalisée à partir de « points de cumul » comptés selon l'importance des postes occupés et de la collectivité à laquelle ils se rattachent, ainsi que du budget théorique de chacune des collectivités dirigées. Alain Rodet arrive ainsi 7e sur 577.
Interrogé sur la question du cumul, le 6 octobre 2010 dans l'émission Le député du jour, sur La Chaîne parlementaire, il répond : « [La France est] un pays qui a mille ans de centralisation derrière lui, où les réflexes sont encore très orientés par rapport à Paris. Après tout, je suis tout à fait d'accord pour qu'on arrête le cumul, mais dans ces conditions-là on n'a pas besoin de 577 députés, de 340 sénateurs et de quelques représentants européens. On prend le système américain [...], il faut diminuer le nombre de parlementaires et probablement de collectivités locales [...] Un député « hors sol » est un député qui passe à côté de tous les sujets (...). Je crois que le fait de cumuler une fonction représentative et une fonction exécutive, ça vous permet à la fois de faire un geste d'humilité mais aussi de voir si les choses vraiment changent ou pas ».

### Conseil municipal

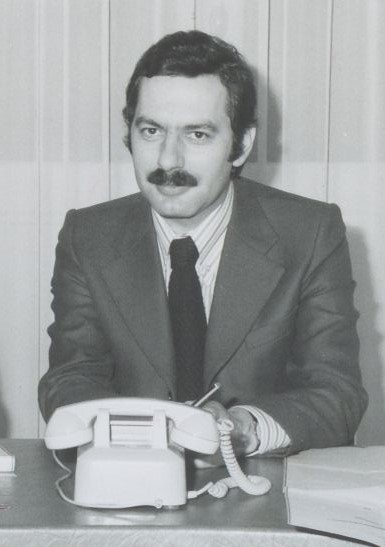
Alain Rodet, conseiller municipal, en 1976.

- 14 mars 1971 - 12 mars 1977 : Membre du conseil municipal de Limoges (Haute-Vienne)
- 13 mars 1977 - 13 mars 1983 : Adjoint au maire de Limoges
- 14 mars 1983 - 19 mars 1989 : Adjoint au maire de Limoges
- 20 mars 1989 - 18 juin 1995 : Membre du conseil municipal de Limoges
- 20 mars 1989 - 25 août 1990 : Premier adjoint au maire de Limoges
- 26 août 1990 - 18 juin 1995 : Maire de Limoges
- 19 juin 1995 - 18 mars 2001 : Maire de Limoges
- 9 mars 2008 - 4 avril 2014 : Maire de Limoges
- 4 avril 2014 - 28 juin 2020 : Membre du conseil municipal de Limoges

Sous sa municipalité, la ville s'est dotée d'infrastructures déjà en projet dans les années 1980 sous Louis Longequeue (technopole Ester, BFM). Il a ensuite fait le choix d'insister sur des domaines tels la culture (Zénith Limoges Métropole, musée des Beaux-arts) l'éducation, les infrastructures (voies de liaison sud et nord), le développement économique (reconversion de l'ancienne Base aérienne 274 Limoges-Romanet, développement de la zone industrielle nord) et les équipements sportifs (stade de Beaublanc et centre aquatique, dont l'achèvement est programmé pour 2015).
À plusieurs reprises, Alain Rodet fait part publiquement de son optimisme et de sa confiance en l'avenir de sa ville, réfutant par la même occasion les critiques souvent émises à l'égard de l'image de Limoges. Ainsi, en novembre 2006, interviewé par L'Express, il affirme ne pas trouver « dramatique » le déficit d'image à l'échelle nationale, et penser que « la discrétion de Limoges n'est pas un handicap », et que c'est sur « les infrastructures et les projets » qu'il faut se concentrer.
La presse régionale comme nationale a à plusieurs reprises mis en évidence l'importance des réseaux divers (milieu socio-culturel, sportif, maçonnique, économique) dans l'exercice du pouvoir municipal d'Alain Rodet. Selon certains détracteurs, le faible crédit de la droite locale pourrait aussi favoriser la puissance du socialisme limougeaud.

Après sa troisième réélection en 2008, Alain Rodet a déclaré qu'« après avoir consacré une décennie à la culture, [la municipalité allait] mettre l'accent sur les infrastructures sportives », faisant allusion aux projets de centre aquatique et de rénovation profonde du parc des sports municipal de Beaublanc, d'ici à 2013. Il envisage une nouvelle candidature aux élections municipales de 2014.

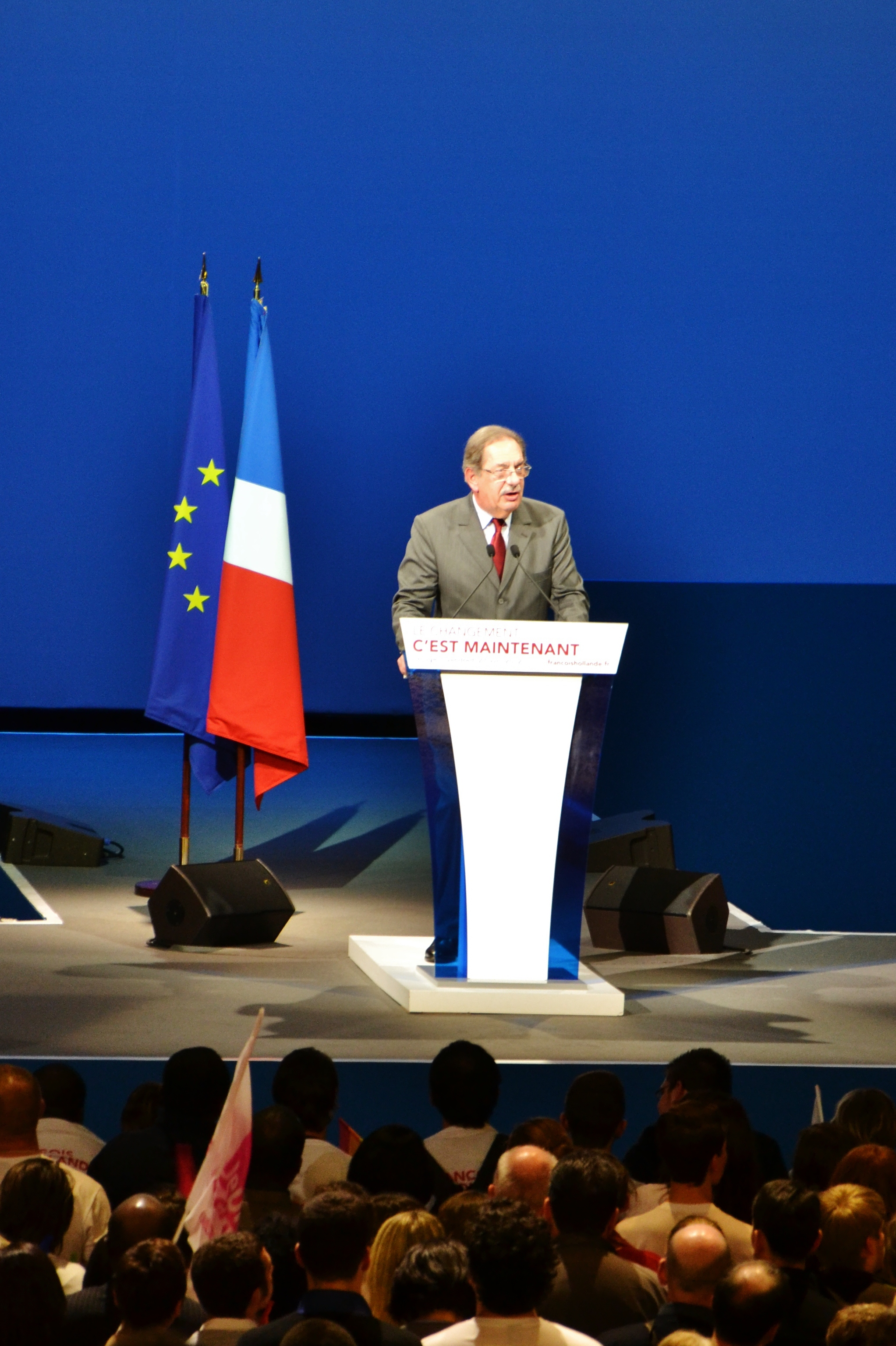
Alain Rodet s'exprimant lors du meeting de François Hollande au Zénith Limoges Métropole, en 2012.

À la suite de la diffusion le 11 février 2009 sur France 3 du documentaire Uranium, le scandale de la France contaminée, diffusé dans Pièces à conviction, remettant en cause, entre autres, la qualité de l'eau de la ville de Limoges, qui serait contaminée par des déchets radioactifs résultant de l'exploitation de l'uranium dans les monts d'Ambazac, Alain Rodet souhaite réfuter cette idée et annonce le dépôt d'une plainte, tout en maintenant que les relevés et analyses régulièrement effectués n'avaient jamais révélé d'anomalies. Invité de l'émission La voix est libre sur France 3 Limousin Poitou-Charentes, le député-maire déclare : « S'agissant [...] de l'eau du robinet, [...] il n'y a aucun problème de potabilité, aucun risque ; nous avons aujourd'hui un système [...] qui sur le plan du contrôle est complètement assuré. Tous les jours, il y a des analyses. [...] L'eau de Limoges [...] n'est absolument pas radioactive, je dirais même que par rapport aux normes admises elle l'est dix fois moins, parfois quinze fois moins ».
Le 11 octobre 2013, il confirme sa nouvelle candidature pour les élections municipales de mars 2014, où il bénéficie cette fois-ci du soutien d'Europe Écologie Les Verts dès le premier tour, mais pas du PCF dont les militants choisissent majoritairement de constituer une liste du Front de gauche.
Le 30 mars 2014, il est battu au second tour des élections municipales par la liste conduite par l'UMP Émile Roger Lombertie qui obtient 45,07 % contre 43,82 % pour la liste défendue par Alain Rodet, le candidat du Front national qui s'était maintenu obtenant 11,11 %. Le journal l’Express parlera à cette occasion d'un « événement proprement inimaginable qui vient de se produire dans la capitale de la Haute-Vienne », Limoges étant gouvernée par la gauche depuis 1912 si l'on excepte la période de l'Occupation.

### Établissement public de coopération intercommunale
Alain Rodet est président depuis sa création le 1er janvier 2003 de l'ancienne Communauté d'agglomération Limoges Métropole, jusqu'au 15 avril 2014. Il avait auparavant dirigé la structure de la Communauté de communes de l'Agglomération de Limoges, durant l'année 2002.
Du 4 avril 2014 au 28 juin 2020, il est conseiller communautaire.

### Conseil général
- 15 mars 1976 - 21 mars 1982 : Conseiller général du canton de Limoges-Cité
- 22 mars 1982 - 27 juin 1988 : Conseiller général du canton de Limoges-Cité

### Assemblée nationale
- 2 juillet 1981 - 1er avril 1986 : Député de la 1re circonscription de la Haute-Vienne
- 2 avril 1986 - 14 mai 1988 : Député de la Haute-Vienne
- 13 juin 1988 - 1er avril 1993 : Député de la 4e circonscription de la Haute-Vienne
- 2 avril 1993 - 21 avril 1997 : Député de la 4e circonscription de la Haute-Vienne
- 1er juin 1997 - 18 juin 2002 : Député de la 4e circonscription de la Haute-Vienne
- 19 juin 2002 - 17 juin 2007 : Député de la 4e circonscription de la Haute-Vienne
- 17 juin 2007 - 19 juin 2012 : Député de la 4e circonscription de la Haute-Vienne
- 20 juin 2012 - 20 juin 2017 : Député de la 1re circonscription de la Haute-Vienne

Son suppléant à l'Assemblée nationale est Gérard Audouze, conseiller régional et élu municipal à Nedde.

### Activités à l'Assemblée
Alain Rodet est membre de :

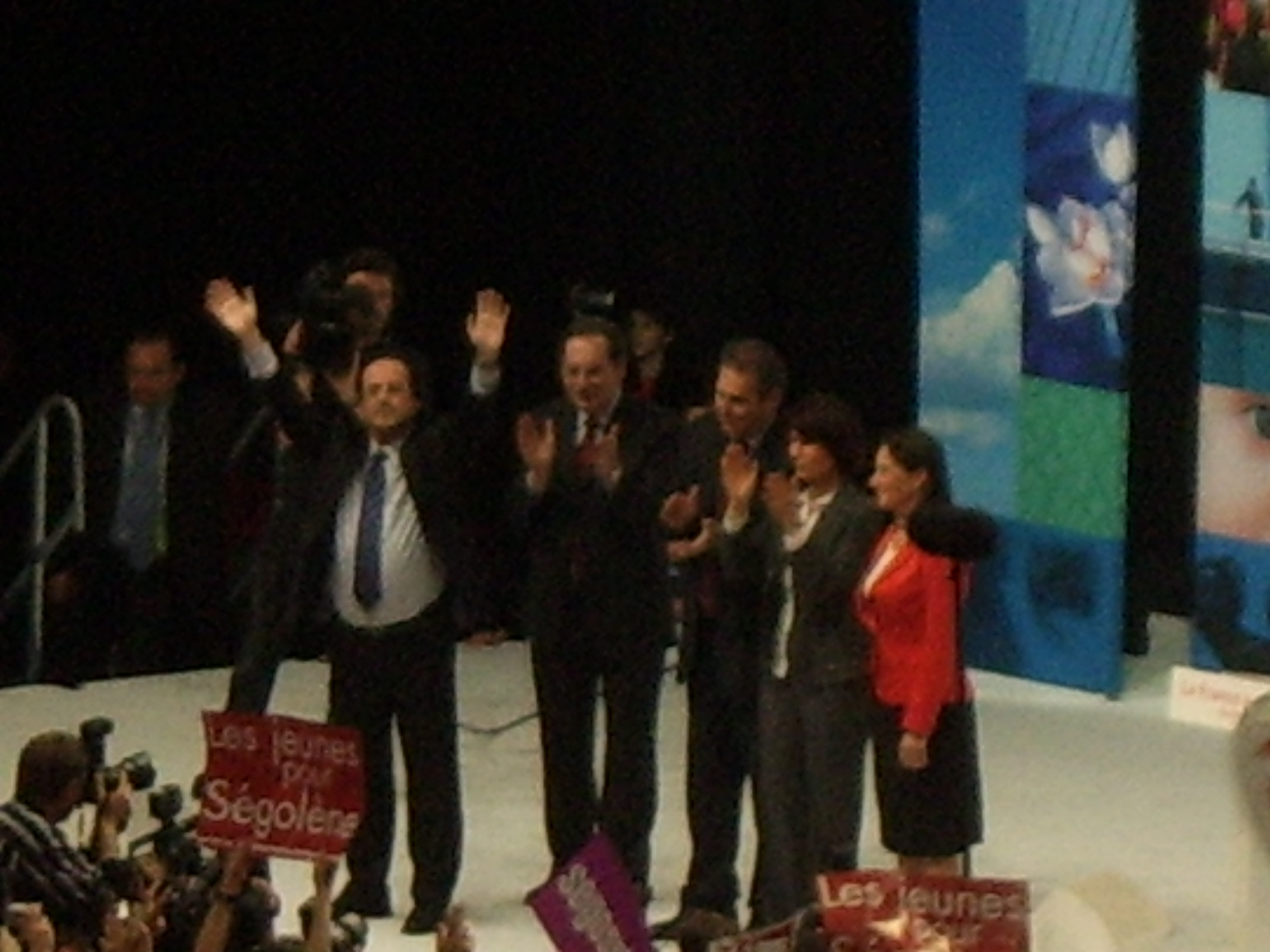
Meeting de Ségolène Royal au Zénith Limoges Métropole le 29 mars 2007, avec de gauche à droite François Hollande, Alain Rodet, Jean-Paul Denanot, Marie-Françoise Pérol-Dumont et Ségolène Royal.

- 3 groupes d'études : chasse, défense, pics pétroliers et gaziers ;
- 2 commissions : commission des finances, commission spéciale chargée de vérifier et d'apurer les comptes.

Il est président du groupe d'amitié Sri Lanka, et secrétaire des groupes Japon et Corée du Sud.
En 2015, il fait partie des députés socialistes qui ont combattu activement l'article de la loi Santé instituant le paquet de cigarettes neutre.

## Autres fonctions
Alain Rodet a présidé le comité de soutien à Ségolène Royal dans la Haute-Vienne pour l'élection présidentielle française de 2007.
Il a présidé jusqu'en 2014 l'Association des maires et des élus de la Haute-Vienne, ainsi que le réseau de villes Poitiers-Limoges.
Il est par ailleurs membre suppléant du comité consultatif du secteur financier, sur proposition du président de l'Assemblée nationale, du 27 septembre 2004 au 4 janvier 2013.

## Synthèse des résultats électoraux

### Élections législatives
| Année | Parti                  | Parti | Circonscription        | 1er tour | 1er tour | 1er tour              | 2d tour               | 2d tour               | 2d tour | Issue   |
| Année | Parti                  | Parti | Circonscription        | Voix     | %        | Rang                  | Voix                  | %                     | Rang    | Issue   |
| ----- | ---------------------- | ----- | ---------------------- | -------- | -------- | --------------------- | --------------------- | --------------------- | ------- | ------- |
| 1978  |                        | PS    | 1re de la Haute-Vienne | 19 154   | 27,75    | 2e                    |                       |                       |         | Retrait |
| 1981  | 23 803                 | PS    | 1re de la Haute-Vienne | 40,17    | 1er      | 38 967                | 100,00                | 1er                   | Élu     |         |
| 1986  | Haute-Vienne           | PS    | 69 706                 | 34,80    | 2e       | Scrutin proportionnel | Scrutin proportionnel | Scrutin proportionnel | Élu     |         |
| 1988  | 4e de la Haute-Vienne  | PS    | 22 481                 | 48,8     | 1er      | 32 378                | 68,90                 | 1er                   | Élu     |         |
| 1993  | 4e de la Haute-Vienne  | PS    | 13 654                 | 28,70    | 2e       | 25 240                | 52,96                 | 1er                   | Élu     |         |
| 1997  | 4e de la Haute-Vienne  | PS    | 19 950                 | 42,09    | 1er      | 32 624                | 67,69                 | 1er                   | Élu     |         |
| 2002  | 4e de la Haute-Vienne  | PS    | 23 541                 | 48,68    | 1er      | 28 157                | 64,55                 | 1er                   | Élu     |         |
| 2007  | 4e de la Haute-Vienne  | PS    | 22 823                 | 48,52    | 1er      | 29 341                | 65,90                 | 1er                   | Élu     |         |
| 2012  | 1re de la Haute-Vienne | PS    | 24 747                 | 49,31    | 1er      | 29 937                | 69,04                 | 1er                   | Élu     |         |

### Élections municipales
Les résultats ci-dessous concernent uniquement les élections où il est tête de liste.
| Année | Liste  | Liste | Commune | 1er tour | 1er tour | 1er tour | 2d tour | 2d tour | 2d tour | Sièges obtenus |
| Année | Liste  | Liste | Commune | Voix     | %        | Rang     | Voix    | %       | Rang    | Sièges obtenus |
| ----- | ------ | ----- | ------- | -------- | -------- | -------- | ------- | ------- | ------- | -------------- |
| 1995  |        | PS    | Limoges | 28 868   | 50,38    | 1er      |         |         |         | 44 / 55        |
| 2001  | 25 143 | PS    | Limoges | 53,05    | 1er      |          |         |         | 44 / 55 |                |
| 2008  | 27 057 | PS    | Limoges | 56,45    | 1er      |          |         |         | 44 / 55 |                |
| 2014  | 13 325 | PS    | Limoges | 30,11    | 1er      | 20 513   | 43,81   | 2e      | 12 / 55 |                |

## Publications
- Alain Rodet, Mendès France - Mitterrand. Passions et malentendus, Paris, Éditions du Panthéon, 2019, 216 p. (ISBN 978-2-7547-4671-7) (préface de Lionel Jospin).
- Alain Rodet, Mémoire résistante - Limousin Vercors, La Crèche, Geste, 2022, 208 p. (ISBN 979-10-353-1771-3) (préface de François Hollande).